# Гай Юлій Цезар Віпсаніан

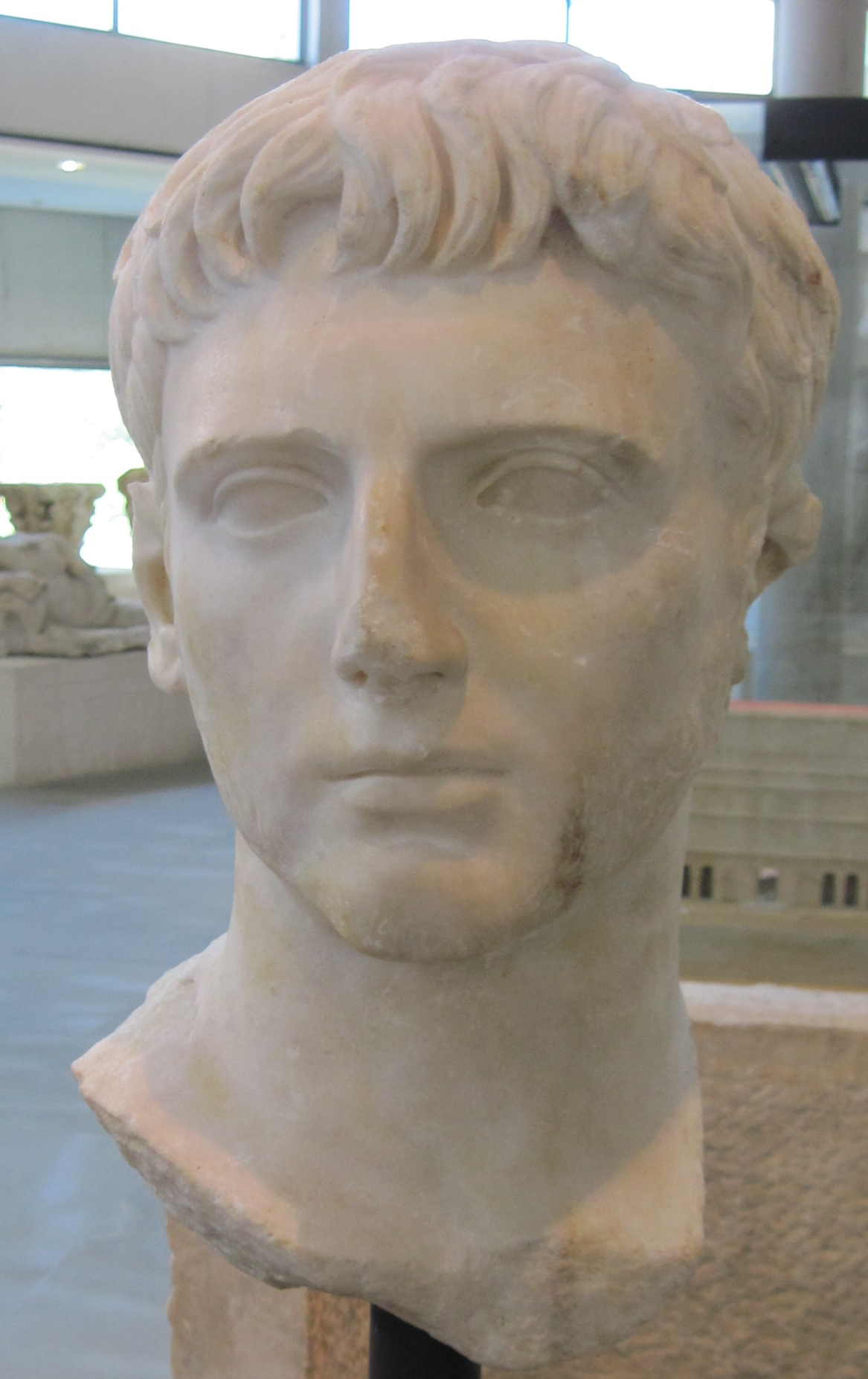
Гай Юлій Цезар Віпсаніан

Гай Юлій Цезар Віпсаніан (20 рік до н. е. — 4 рік н. е.) — політичний та військовий діяч ранньої Римської імперії, консул 1 року н. е.

## Життєпис
Походив з роду вершників Віпсаніїв. Син Марка Віпсанія Агріппи, консула 37, 28, 27 років до н. е., та Юлії, доньки Октавіана Августа. У 17 році до н. е. Гай був усиновлений своїм дідом Августом. У 13 році до н. е. разом з іншими знатними юнаками брав участь у Троянських іграх, влаштованих на честь висвячення театру Марцелла. У 8 році до н. е. Гай супроводжував Тиберія під час військової кампанії проти сігамбрів.
У 6 році до н. е. заздалегідь був обраний консулом на 1 рік н. е. Згодом, цього ж року, оголошений принцепсом молоді, увійшов до колегії понтифіків, отримав право відвідувати сенат, займати сенаторські місця у театрі та на бенкетах. У 5 році до н. е. надів чоловічу тогу, після чого увійшов до складу сенату й отримав право командувати підрозділом кінноти. У 2 році до н. е. Гай спільно з братом Луцієм взяв участь у посвяченні храму Марса Месника й влаштував циркові ігри.
У 1 році до н. е. одружився з Лівією Юлією, небогою Августа, отримавши проконсульській імперій та вирушив на Схід, де насувалася війна із Парфією, яка захопила Вірменію. Вже у провінції у 1 році н. е. обійняв посаду консула разом з Луцієм Емілієм Лепідом Павлом. Вірменський цар Тигран IV прибув до Сирії та визнав себе клієнтом Риму, а парфянський цар Фраат V добровільно залишив Вірменію. На острові на річці Євфрат відбулася зустріч Гая з Фраатом й була укладена мирна угода поміж Римом і Парфією. У початку 2 році н. е. Гай відвідав Набатейську Аравію, проїхавши по шляху через Юдею. Незабаром Тигран IV загинув у міжусобній боротьбі. У зв'язку з цим Гай повів до Вірменії римські війська, щоб посадити на трон мідянина Аріобарзана, але зустрів серйозний опір, якій підтримувала Парфія. 9 вересня 3 року н. е. під Артагірою Гая було по-зрадницькому поранено парфянським сатрапом Аддоном, який повинен був показати римлянам сховку скарбниці. Втім незабаром фортеця Артагіра впала, Гай був проголошений імператором, а Аріобарзан II — царем. Втім внаслідок поранення Гай тяжко захворів і був змушений скласти з себе усі повноваження. Помер у лютому 4 року на зворотному шляху до Риму, у лікійському місті Лімір. Гай Віпсаніан був похований у мавзолеї Августа.

## Родина
Дружина — Лівія Юлія